# Кордон-Приозёрный
Кордо́н-Приозёрный — упразднённое село в Бурабайском районе Акмолинской области Казахстана. Входило в состав Катаркольского сельского округа.

## География
Село располагалось в северо-восточной части района, на расстоянии примерно 16 километров (по прямой) к северо-востоку от административного центра района — города Щучинск, в 2 километрах к северу от административного центра сельского округа — села Катарколь.
Ближайшие населённые пункты: село Катарколь — на юге, село Сарыбулак — на северо-западе.

## История
Совместным решением XIX сессии Северо-Казахстанского областного Маслихата и Акима области от 30 октября 1998 года № 19/10-241 «Об исключении из учетных данных населенных пунктов области, утративших статус самостоятельных административно-территориальных единиц» (зарегистрированное Управлением юстиции Северо-Казахстанской области 15 декабря 1998 года № 43):
- село Кордон–Приозёрный было переведено в категорию иных поселений и исключено из учётных данных.

## Население
В 1989 году население села составляло — 2 человека (из них немцы — 100 %).
| Численность населения |
| 1989                  |
| --------------------- |
| 2                     |